# 大森義夫 (官僚)
大森 義夫（おおもり よしお、1939年〈昭和14年〉12月22日 - 2016年〈平成28年〉9月11日）は、日本の警察官僚。日本文化大学学長。過去に警察大学校長、内閣情報調査室長を歴任。

## 人物
警察大学校長、内閣情報調査室長などを歴任。父は大森寛（陸上幕僚長、防衛大学校長）、弟に大森敬治（防衛施設庁長官、内閣官房副長官補、駐オマーン大使）
2016年9月11日、腎盂癌のために死去。76歳没。

## 略歴
- 東京都立両国高等学校卒業
- 1962年（昭和37年） 国家公務員採用上級甲種試験（法律）合格、警察官採用上級試験合格
- 1963年（昭和38年）3月 東京大学法学部卒業
- 1963年（昭和38年）4月 警察庁入庁
- 1964年（昭和39年） 警察庁警備局警備第一課
- 1968年（昭和43年） 総理府沖縄事務所
- 1970年（昭和45年）福岡県警察本部警備部公安第一課長
- 1972年（昭和47年）警察大学校教授（警務教養部）
- 1973年（昭和48年）外務省研修所
- 1974年（昭和49年）香港総領事館領事
- 1977年（昭和52年）警察庁警備局外事課理事官
- 1978年（昭和53年）警察庁長官官房総務課理事官兼国家公安委員長秘書官（加藤武徳委員長の秘書官）
- 1979年（昭和54年）警視庁公安部外事第一課長
- 1980年（昭和55年）警視庁公安部公安総務課長
- 1982年（昭和57年）警察庁警備局公安第三課調査官（現在の警備局国際テロ対策課長）
- 1984年（昭和59年）7月7日 警察庁刑事局保安部外勤課長
- 1985年（昭和60年）2月18日 鳥取県警察本部長
- 1986年（昭和61年）8月18日 警察庁警備局公安第三課長
- 1987年（昭和62年）7月4日 警察庁警備局公安第一課長
- 1989年（平成元年）4月1日 警視庁公安部長
- 1991年（平成3年）1月11日 警察庁長官官房審議官
- 1991年（平成3年）4月12日 警察庁長官官房総務審議官
- 1992年（平成4年）9月1日 警察大学校長
- 1993年（平成5年）3月8日 内閣官房内閣情報調査室長
- 1997年（平成9年）4月4日 退官
- 1997年（平成9年）4月 日本電気株式会社顧問
- 1997年（平成9年）6月 日本電気株式会社常務取締役
- 2000年（平成12年）4月 日本電気株式会社取締役常務
- 2002年（平成14年）10月 日本電気株式会社取締役専務
- 2003年（平成15年）6月 株式会社荏原製作所監査役
- 2004年（平成16年）6月 日本電気株式会社顧問
- 2005年（平成17年） 外務省「対外情報機能強化に関する懇談会」座長
- 2006年（平成18年）6月 株式会社ライブドア監査役
- 2007年（平成19年）4月 株式会社ライブドアホールディングス監査役
- 2012年（平成24年）4月 日本文化大学学長
- 2016年（平成28年）9月11日 腎盂がんのため死去[2]

## 著書
- 『「危機管理途上国」日本　万一の事態にどこまで対応できるのか？』（PHP研究所、2000年）
- 『「インテリジェンス」を一匙　情報と情報組織への招待』（選択エージェンシー、2004年）
- 『日本のインテリジェンス機関』（文春新書、2005年）
- 『国家と情報　日本の国益を守るために』（ワック新書判、2006年）